# Acraea cephaea
Acraea cephaea är en fjärilsart som beskrevs av Bertolini 1851. Acraea cephaea ingår i släktet Acraea och familjen praktfjärilar. Inga underarter finns listade i Catalogue of Life.